# SM UC-1
SM UC-1 – niemiecki podwodny stawiacz min z okresu I wojny światowej. Był prototypowym okrętem typu UC I. Zbudowany w stoczni Vulcan w Hamburgu okręt został zwodowany 26 kwietnia 1915 roku, a do służby w Kaiserliche Marine przyjęto go 5 lipca 1915 roku. W trakcie swojej służby SM UC-1 odbył 80 patroli bojowych, podczas których postawił wiele zagród minowych, na których zatonęło 36 statków o łącznej pojemności 55 869 BRT, 5 okrętów o łącznej wyporności 3067 ton, a 7 statków o łącznej pojemności 45 844 BRT zostało uszkodzonych. Okręt zaginął 19 lipca 1917 roku, prawdopodobnie po wejściu na minę w okolicach Nieuwpoort we Flandrii Zachodniej.

## Projekt i budowa
Sukcesy pierwszych niemieckich U-Bootów na początku I wojny światowej (m.in. zatopienie brytyjskich krążowników pancernych HMS „Aboukir”, „Hogue” i „Cressy” przez U-9) skłoniły dowództwo Cesarskiej Marynarki Wojennej z admirałem Tirpitzem na czele do działań mających na celu budowę nowych typów okrętów podwodnych. Doceniając też wagę wojny minowej, 9 października 1914 roku ministerstwo marynarki zatwierdziło projekt małego podwodnego stawiacza min opracowanego przez Inspektorat Torped pod kierunkiem dr Wernera, oznaczonego później jako typ UC I.
Przyszły UC-1 zamówiony został 23 listopada 1914 roku w ramach wojennego programu rozbudowy floty jako prototypowa jednostka serii 15 okrętów typu UC I (numer projektu 35a, nadany przez Inspektorat U-Bootów). Pierwsze 10 jednostek typu, w tym UC-1, zostało zbudowanych w stoczni Vulcan w Hamburgu. Stocznia, nie mając wcześniej doświadczenia w budowie okrętów podwodnych, oszacowała czas budowy okrętu na 5-6 miesięcy, i aby dotrzymać tego terminu musiała wstrzymać budowę torpedowców. UC-1 otrzymał numer stoczniowy 45 (Werk 45). Okręt został zwodowany 26 kwietnia 1915 roku.

## Dane taktyczno–techniczne
UC-1 był niewielkim, przybrzeżnym okrętem podwodnym o konstrukcji jednokadłubowej, którego koncepcja oparta była na projekcie jednostek typu UB I. Długość całkowita wynosiła 33,99 metra, szerokość 3,15 metra i zanurzenie 3,04 metra. Wysokość (od stępki do szczytu kiosku) wynosiła 6,3 metra. Wyporność w położeniu nawodnym wynosiła 168 ton, a w zanurzeniu 183 tony. Jednostka posiadała zaokrąglony dziób oraz cylindryczny kiosk o średnicy 1,3 m, obudowany opływową osłoną, a do jej wnętrza prowadziły dwa luki: jeden w kiosku i drugi w części rufowej, prowadzący do pomieszczeń załogi. Okręt napędzany był na powierzchni przez 6-cylindrowy, czterosuwowy silnik Diesla Daimler RS166 o mocy 90 koni mechanicznych (KM), a pod wodą poruszał się dzięki silnikowi elektrycznemu SSW o mocy 175 KM. Poruszający jedną trójłopatową, wykonaną z brązu śrubą (o średnicy 1,8 m i skoku 0,43 m) układ napędowy zapewniał prędkość 6,2 węzła na powierzchni i 5,22 węzła w zanurzeniu (przy użyciu na powierzchni silnika elektrycznego okręt był w stanie osiągnąć 7,5 węzła). Zasięg wynosił 780 Mm przy prędkości 5 węzłów w położeniu nawodnym oraz 50 Mm przy prędkości 4 węzłów pod wodą. Okręt zabierał 3,5 tony oleju napędowego, a energia elektryczna magazynowana była w akumulatorach składających się ze 112 ogniw, o pojemności 4000 Ah, które zapewniały 3 godziny podwodnego pływania przy pełnym obciążeniu.
Okręt posiadał dwa wewnętrzne zbiorniki balastowe. Dopuszczalna głębokość zanurzenia wynosiła 50 metrów, a czas zanurzenia 23-36 s. Okręt nie posiadał uzbrojenia torpedowego ani artyleryjskiego, przenosił natomiast w części dziobowej 12 min kotwicznych typu UC/120 w sześciu skośnych szybach minowych o średnicy 100 cm, usytuowanych jeden za drugim w osi symetrii okrętu, pod kątem do tyłu (sposób stawiania – „pod siebie”). Układ ten powodował, że miny trzeba było stawiać na zaplanowanej przed rejsem głębokości, gdyż na morzu nie było do nich dostępu (także zapalniki min trzeba było montować jeszcze przed wypłynięciem, co nie było rozwiązaniem bezpiecznym i stało się przyczyną zagłady kilku jednostek tego typu). Uzbrojenie uzupełniał jeden karabin maszynowy z zapasem amunicji wynoszącym 150 naboi. Okręt posiadał jeden peryskop Zeissa. Wyposażenie uzupełniała kotwica grzybkowa o masie 136 kg. Załoga okrętu składała się z 1 oficera (dowódcy) oraz 13 podoficerów i marynarzy.

## Przebieg służby

### 1915 rok
Pierwszym dowódcą SM UC-1 został 7 maja 1915 roku mianowany por. mar. Egon von Werner. Jeszcze przed oficjalnym wejściem do służby okręt włączono do Flotylli Flandria (25 czerwca 1915 roku). UC-1 został wcielony do służby w Cesarskiej Marynarce Wojennej 5 lipca 1915 roku. Pierwszą ofiarą postawionej przez niego 30 czerwca 1915 roku zagrody składającej się z 12 min okazał się stary brytyjski niszczyciel HMS „Lightning” (320 ts), który zatonął tego samego dnia w estuarium Tamizy ze stratą 15 marynarzy. Kolejnym zatopionym statkiem był zbudowany w 1908 roku norweski parowiec „Rym” (1073 BRT). 14 lipca 1915 roku płynący z Tyne do Rochefort z ładunkiem węgla statek zatonął 1,5 Mm na południowy zachód od latarniowca „Shipwash” koło Harwich (zginął 1 człowiek). Dzień później w tym samym rejonie wszedł na miny i zatonął niewielki brytyjski uzbrojony trawler HMT „Agamemnon II” (225 ts) – wraz z okrętem zginęło 9 członków załogi. Następne ofiary UC-1, który 27 lipca postawił tam kolejne 12 min, to belgijski parowiec „Prince Albert” (1820 BRT), płynący z Tees do Bizerty (zatonął 30 lipca 1915 roku) oraz brytyjski statek pasażerski „Galicia” (5922 BRT), który jednak uratowano osadzając na mieliźnie (31 lipca 1915 roku). W sierpniu okręt odbył 4 akcje minowe, stawiając łącznie 48 min. 8 sierpnia 1915 roku kolejną ofiarą UC-1 był uzbrojony trawler HMT „Ben Ardna” (197 ts), który zatonął w kanale La Manche z dwoma członkami załogi. Sześć dni później na pozycji 51°52′N 1°32′E/51,866667 1,533333 na minie doznał uszkodzeń zbudowany w 1908 roku brytyjski parowiec „Highland Corrie” (7583 BRT). Następny sukces UC-1 miał miejsce 9 września 1915 roku, kiedy to na świeżo postawionym polu minowym ze stratą 6 ludzi zatonął brytyjski tankowiec „Balakani” o nośności 3696 BRT (na pozycji 51°31′N 1°22′E/51,516667 1,366667). Kolejne jednostki, które w końcu 1915 roku padły ofiarą min postawionych przez okręt w estuarium Tamizy, były niewielkich rozmiarów: 22 października zatonął zbudowany w 1913 roku uzbrojony trawler HMT „Scott” (288 ts), na którym zginęło 3 marynarzy; 9 listopada zatonął wraz z 21 ludźmi (w tym kapitanem) tender latarni i latarniowców „Irene” (543 BRT), a 27 listopada zatonął bez strat w ludziach parowiec „Klar” (518 BRT), pochodzący z 1884 roku, płynący z ładunkiem węgla i koksu z Tyne do Rouen. 3 grudnia szczęście opuściło nowy (oddany w tym roku) uzbrojony trawler HMT „Etoile Polaire” (278 ts), który zatonął tracąc 3 ludzi z załogi, a ostatnie dwa sukcesy w 1915 roku UC-1 zanotował w wigilię Bożego Narodzenia, kiedy to na minach zatonęły (bez strat w ludziach): nowy uzbrojony trawler HMT „Carilon” (226 ts) oraz zbudowany w 1882 roku parowiec „Embla” (1172 BRT), płynący z ładunkiem juty, papieru i oleju z Londynu do Dunkierki.

### 1916 rok
Pierwsza w nowym roku wyprawa minowa UC-1 miała miejsce 17 stycznia, kiedy to okręt postawił zagrodę składającą się z 12 min u ujścia Tamizy. Na jednej z nich został uszkodzony dzień później duży holenderski liniowiec pasażerski „Rijndam” (12 527 BRT), płynący z Nowego Jorku do Rotterdamu, a 19 stycznia zatonął francuski parowiec „Leoville” (775 BRT), płynący z ładunkiem węgla z Grimsby do Dieppe. 28 stycznia (na pozycji 51°33′N 1°37′E/51,550000 1,616667) na minę wszedł i odniósł uszkodzenia norweski parowiec „Perth” (3522 BRT), płynący z Fremantle do Fredrikstad z ładunkiem oleju wielorybiego. Dwa dni później zatonął natomiast nowy holenderski parowiec „Maasdijk” (3557 BRT), płynący pod balastem z Rotterdamu do Portland (na pozycji 51°29′N 1°38′E/51,483333 1,633333). Kolejny sukces UC-1 odniósł już w następnym miesiącu – 11 lutego 1916 roku został zatopiony niewielki norweski parowiec „Alabama” (891 BRT), płynący pod balastem z Hawru do Newcastle (na pozycji 51°35′N 1°40′E/51,583333 1,666667). Na kolejne zatopienie załoga okrętu musiała czekać do 25 marca 1916 roku, kiedy to na pozycji 51°33′00″N 1°42′30″E/51,550000 1,708333 na minie poderwał się i zatonął holenderski parowiec „Duiveland” (1297 BRT), płynący bez ładunku z Londynu do Sunderlandu. Dwa dni później w tym samym rejonie (na pozycji 51°31′N 1°43′E/51,516667 1,716667) zatonął bez strat w ludziach brytyjski parowiec „Empress of Midland” (2224 BRT), płynący z ładunkiem węgla z Newcastle do Rouen. Następna strata brytyjskiej marynarki handlowej spowodowana działalnością UC-1 miała miejsce 4 kwietnia 1916 roku, gdy na pozycji 51°30′N 1°37′E/51,500000 1,616667 zatonął na minie płynący z ładunkiem rudy żelaza parowiec „Bendew” (3681 BRT), zbudowany w 1909 roku (w katastrofie życie stracił jeden marynarz). 12 kwietnia na minę wszedł też holenderski parowiec „Colombia” (5644 BRT), płynący z ładunkiem kukurydzy z Baltimore do Amsterdamu (na pozycji 51°51′N 1°56′E/51,850000 1,933333), jednak został jedynie uszkodzony.
14 kwietnia 1916 roku nastąpiła zmiana na stanowisku dowódcy okrętu: por. mar. Egon von Werner został zastąpiony przez por. mar. Kurta Ramiena. Pierwszy sukces nowego dowódcy stanowiło zatopienie zbudowanego w 1913 roku holenderskiego parowca „Lodewijk Van Nassau” (3350 BRT), który wszedł na minę 20 kwietnia na pozycji 51°50′N 1°55′E/51,833333 1,916667, przewożąc ładunek azotanów z Valparaíso do Rotterdamu. 2 maja 1916 roku na pozycji 51°51′N 1°56′E/51,850000 1,933333 mina pochodząca z UC-1 uszkodziła szwedzki parowiec „Fridland” (4960 BRT), płynący z ładunkiem zboża z Portland do Rotterdamu; statek uratowano, osadzając go na mieliźnie. Kolejnym zatopionym statkiem (w dniu 26 maja) był duży brytyjski parowiec „El Argentino” (6809 BRT), płynący pod balastem z Hull do Londynu (na pozycji 52°12′45″N 1°49′10″E/52,212500 1,819444). Pasmo czerwcowych sukcesów rozpoczęło zatopienie zbudowanego w 1903 roku hiszpańskiego parowca „Mendibil-Mendi” (4501 BRT), pływającego na trasie Newcastle – Bilbao (na pozycji 52°09′N 1°46′E/52,150000 1,766667). W dniach 26–30 czerwca ofiarą postawionych przez UC-1 min padły 4 niewielkie brytyjskie jednostki: transportujący z Leith do Dunkierki drobnicę parowiec „Astrologer” (912 BRT), uzbrojony trawler HMT „Tugela” (233 ts), pogłębiarkę „Mercurius” (129 ts) i uzbrojony trawler HMT „Whooper” (302 ts). Kolejnym szczęśliwym dla załogi UC-1 dniem był 16 lipca 1916 roku, kiedy to na minach zatonęły dwa brytyjskie statki: płynący bez ładunku z Rouen do Newcastle parowiec „Alto” (2266 BRT) oraz przewożący węgiel i drobnicę pomiędzy Goole a Boulogne niewielki parowiec „Mopsa” (885 BRT). Ostatnim lipcowym sukcesem okazało się zatopienie brytyjskiego parowca „Claudia” (1144 BRT), płynącego z ładunkiem stali i drobnicą z Middlesbrough do Londynu (30 lipca). W sierpniu 1916 roku na postawionych przez okręt minach zatonęły 4 kolejne brytyjskie jednostki: 11 sierpnia został zniszczony parowiec „F. Stobart” (801 BRT), który płynął z ładunkiem węgla z Goole do Jersey (na pozycji 52°10′N 1°43′E/52,166667 1,716667); 23 sierpnia w okolicy Yarmouth (na pozycji 52°42′N 2°11′E/52,700000 2,183333) ze stratą 3 ludzi zatonął uzbrojony trawler HMT „Birch” (215 ts); 27 sierpnia na pozycji 52°27′N 1°53′E/52,450000 1,883333 zatonął zbudowany w 1912 roku kuter HMD „Ocean Plough” (99 ts), a 31 sierpnia został zniszczony kuter HMD „Tuberose” o wyporności 67 ts, tracąc 8 członków załogi (na pozycji 52°22′N 1°48′E/52,366667 1,800000). Kolejny statek zatonął na minie postawionej przez UC-1 1 września – był to norweski parowiec „Dronning Maud” (1102 BRT), który płynął z ładunkiem cementu z Londynu do Kiem (w katastrofie zginęło 3 marynarzy), a 3 dni później tracąc 5 ludzi został zniszczony (na pozycji 52°17′N 1°46′E/52,283333 1,766667) uzbrojony trawler HMT „Jessie Nutten” (187 ts).
1 września 1916 roku okręt otrzymał nowego kapitana, którym został por. mar. Heinrich Küstner. Pod jego dowództwem UC-1 postawił zagrody minowe, na których Brytyjczycy utracili 2 jednostki: 6 października płynący z ładunkiem węgla z Tyne do Londynu, zbudowany w roku 1882 parowiec „Lanterna” (1685 BRT), a 8 listopada w okolicach Calais (na pozycji 51°03′40″N 2°00′40″E/51,061111 2,011111) niszczyciel HMS „Zulu” (1027 ts), na którym zginęło 3 marynarzy.
4 listopada nowym dowódcą UC-1 został por. mar. Hugo Thielmann (zastąpiony od 17 grudnia 1916 roku do 7 stycznia 1917 roku przez por. mar. Oskara Steckelberga. Pod dowództwem tego ostatniego UC-1 postawił zagrodę, na której 28 grudnia w okolicach Calais zatonął francuski torpedowiec nr 317 (100 t), tracąc 9 ludzi.

### 1917 rok
1 stycznia 1917 roku na postawioną w grudniu w okolicach Calais zaporę minową wszedł też zbudowany w 1900 roku brytyjski parowiec „Sussex” (5686 BRT), płynący z ładunkiem mięsa i drobnicą z Sydney do Dunkierki, lecz statek udało się uratować osadzając go na mieliźnie (nikt nie zginął). 15 stycznia pierwszy sukces na swym koncie (i jedyny na UC-1) mógł zapisać Hugo Thielmann, gdyż na minie postawionej przez UC-1 zatonął duży brytyjski parowiec „Port Nicholson” (8418 BRT), płynący z ładunkiem mięsa i drobnicą z Sydney do Dunkierki (na pozycji 51°01′45″N 1°58′15″E/51,029167 1,970833). W lutym i marcu okręt odbył 5 rejsów, stawiając podczas nich łącznie 60 min, jednak nie odniósł w tym czasie sukcesów.
18 marca 1917 roku okręt objął nowy dowódca, którym został por. mar. Walter Warzecha. Jego jedynym sukcesem było zatonięcie na minie 11 maja w okolicach Yarmouth (na pozycji 52°42′N 2°10′E/52,700000 2,166667) uzbrojonego trawlera HMT „Bracklyn” (303 ts), na którym zginęło 10 marynarzy.
2 czerwca 1917 roku dokonano ostatniej zmiany na stanowisku dowódcy okrętu – został nim por. mar. Christian Mildenstein. 24 czerwca na postawionych przez okręt w okolicy Gravelines minach zatonęły 2 brytyjskie bocznokołowe trałowce typu Ascot, o wyporności 810 ts: HMS „Kempton” (na pozycji 51°03′N 2°07′E/51,050000 2,116667, tracąc 3 członków załogi) i HMS „Redcar” (na pozycji 51°03′30″N 2°07′40″E/51,058333 2,127778, tracąc 7 ludzi).
19 lipca 1917 roku okręt zaginął wraz z całą załogą – prawdopodobnie zatonął na brytyjskiej zagrodzie minowej w okolicy Nieuwpoort u wybrzeży Flandrii.